# بيلي كيلي
بيلي كيلي (بالإنجليزية: Billy Kelly)‏ (1 مايو 1886 ببالتيمور في الولايات المتحدة - 3 يونيو 1940 بديترويت في الولايات المتحدة) هو لاعب كرة قاعدة ولاعب كرة قدم أمريكي في مركز ملتقط. لعب مع سانت لويس كاردينالات وبيتسبرج بايرتس.

## وصلات خارجية
- بيلي كيلي على موقعبيزبول رفرنس.كوم (الدوري الرئيسي) (الإنجليزية)
- بيلي كيلي على موقعبيزبول رفرنس.كوم (الدوري الثانوي) (الإنجليزية)